# Hilario Lara
Hilario Lara (Imus, 15 januari 1894 – 18 december 1987) was een Filipijns arts en wetenschapper. Hij bestudeerde meer dan 50 jaar lang de oorzaken van de verspreiding van besmettelijke ziekten en vervulde daarmee een belangrijke rol in de bestrijding van dergelijke ziekten in de Filipijnen. Lara wordt daarom wel aangeduid als de "vader van de moderne volksgezondheid in de Filipijnen".

## Biografie
Hilario Lara werd geboren op 15 januari 1894 in Imus in de Filipijnse provincie Cavite. Zijn vader overleed tijdens de Filipijnse revolutie, waarna Lara alleen door zijn moeder opgevoed werd. Hierdoor moest hij tijdens zijn middelbare school en studietijd werken om zichzelf te kunnen onderhouden. Hij voltooide zijn middelbare schoolopleiding aan de Silliman University als valedictorian. Hij behaalde in 1919 een Doctor of Medicine-diploma aan de University of the Philippines. Ook deze studie viel hij op door zijn resultaten. Hoewel hij veel moest werken naast zijn studie eindigde hij zijn studie als derde van zijn jaargang. Vanaf 1922 studeerde hij met hulp van beurs van de Rockefeller Foundation aan de Johns Hopkins-universiteit in de Verenigde Staten. Daar behaalde hij in 1923 een Master of Public Health-diploma Epidemiologie. Een jaar later voltooide hij er ook een Doctor of Public Health-opleiding Epidemiologie. 
Lara bestudeerde meer dan 50 jaar lang de oorzaken van de verspreiding van besmettelijke ziekten als cholera, tyfus, Dysenterie, mazelen en difterie en vervulde daarmee een belangrijke rol in de bestrijding van dergelijke ziekten in de Filipijnen. Hij publiceerde meer dan 40 wetenschappelijk artikelen. Hij was verantwoordelijk voor de oprichting van het Institute of Public Health aan de University of the Philippines en was ook medeverantwoordelijk voor de oprichting van de National Research Council of the Philippines. Lara was ook verantwoordelijk voor de oprichting van de eerste medische bibliotheek van de Filipijnen en was de oprichter van diverse ziekenhuizen in de Filipijnen. 
Lara ontving meer dan 30 onderscheidingen voor zijn werk. In 1985 werd Lara wegens zijn verdienste voor de volksgezondheid door president Ferdinand Marcos benoemd tot Nationaal wetenschapper van de Filipijnen.
Hilario Lara overleed in 1987 op 93-jarige leeftijd. Hij werd begraven op het Libingan ng mga Bayani (begraafplaats voor helden). Lara was getrouwd met Crisanta Fajardo en kreeg met haar zes kinderen.